# Kosumo Fujino
Kosumo Fujino (japanisch 藤野 心魂 Fujino Kosumo; * 7. Juni 2005 in Yokohama, Präfektur Kanagawa) ist ein japanischer Fußballspieler.

## Karriere
Kosumo Fujino steht seit 2022 beim SC Sagamihara unter Vertrag. Der Verein aus Sagamihara, einer Stadt in der Präfektur Kanagawa, spielte in der dritten japanischen Liga. Sein Drittligadebüt gab Kosumo Fujino am 11. September 2022 (24. Spieltag) im Auswärtsspiel gegen den YSCC Yokohama. Bei den 4:0-Auswärtserfolg wurde er in der 72. Minute für Riku Tanaka eingewechselt.